# 스페노수쿠스

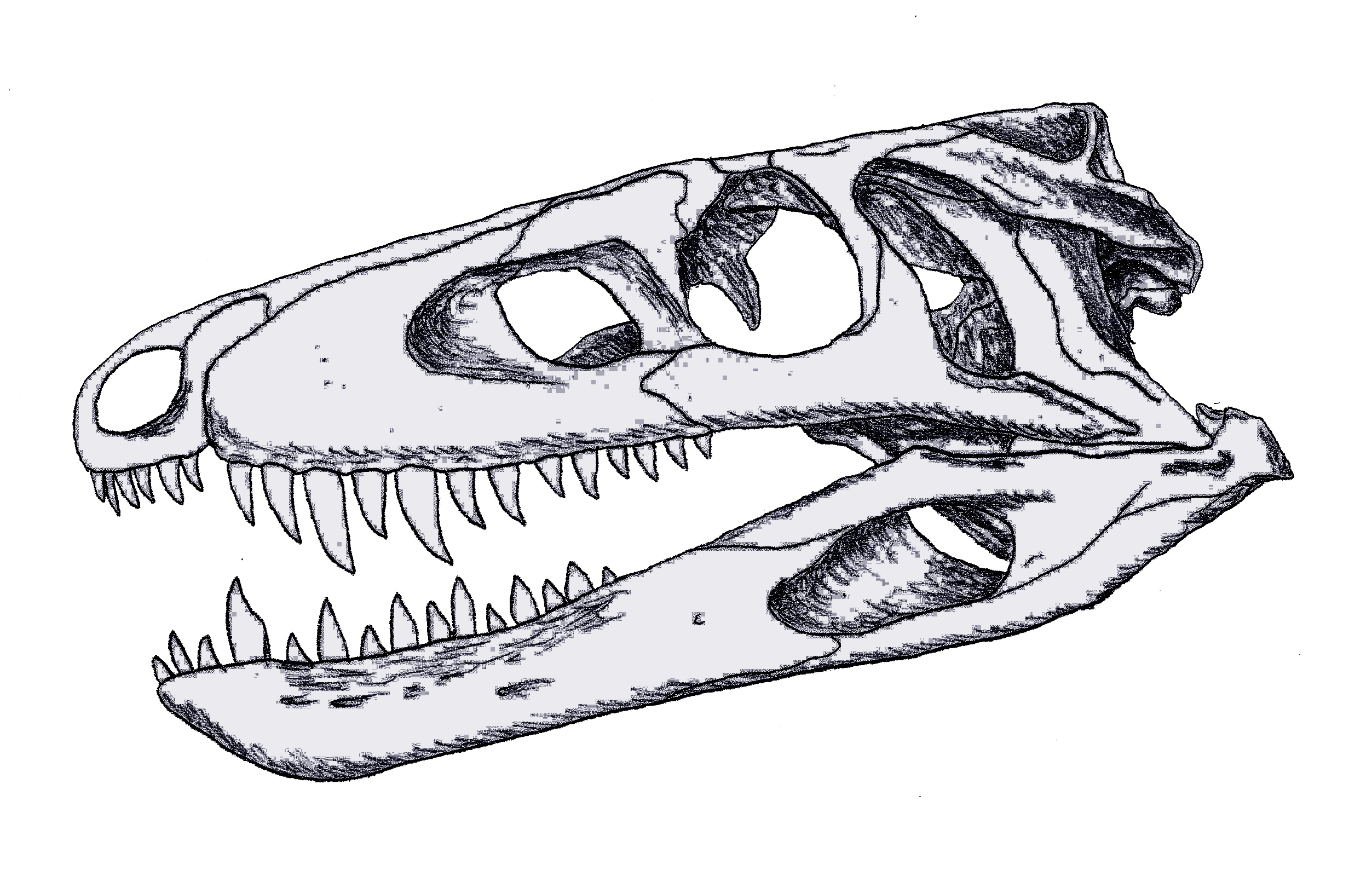

스페노수쿠스(학명:Sphenosuchus acutus)는 악어목 크로커다일과에 속하는 악어이다. 지금은 멸종된 고대의 악어로 몸길이는 1.4m가 되는 악어이다.

## 특징
스페노수쿠스는 현생에서 살아가는 조류와도 가까운 특징을 가진 종으로 악어와 새가 같은 공통된 조상을 가진다는 의미를 갖게 해주는 종 중에 하나이다. 고대에 살았던 악어 중에서는 큰 편인 악어이며 두개골은 길이가 192mm로 큰 편에 속한다. 이런 종은 거의 육식을 주로 했을 것으로 추정되며 현재까지 발견된 표본은 완벽한 편이지만 약간 부서진 두개골, 어깨, 그리고 몇 개의 사지 뼈만 구성되어 있어 알려진 특징의 대부분이 두개골에서 나온다. 사분면의 주요 머리는 두개골에 충족하는 크기를 가지며 사분면과 사지 뼈는 브레인 케이스에 융합되지 않고 팔과 다리의 관절은 무료의 팁 가진다.  턱은 팁이 아니며 전방에 부종을 가지고 있다. 정정인이 함께 융합되며 포스트 측두펜에스트는 초기에 살았던 고대의 악어 종들의 사이에서 매우 가변적이지만 스페노수쿠스는 크기가 작아 삼각형 모양의 견갑골 블레이드를 가지고 있는 것으로 얄려져 있고 쇄골이 없다. 중족골의 뼈는 감소하는 특징을 가지고 II와 IV는 대칭하며 III는 가장 길다. 비강은 길고 좁으며 궤도의 전면을 통과하는 비행기의 모습처럼 근처에서 주부의 극단적인 전방 지점으로 전달이 된다. 정면은 상대적으로 크고 상부 궤도 마진의 작은 부분과 상부 측면 옆머리 뼈의 큰 부분을 형성하게 만든다. 입은 낮은 궤도의 전체를 형성하는 큰 뼈와 거의 모든 측두엽 막대이다. 정수리는 대부분의 옥시푸트와 함께 거의 전체적으로 측두측 영역을 형성하는 좋은 크기의 원소이며 정수리 포라맨은 없다. 찌그러짐은 길고 적당한 길이이며 그 중에서 3분의 1이 다른 치아보다 더 큰 것으로 보인다. 전반적으로 두개골은 악어와 비슷하지만 약간 더 깊다. 앞다리 중의 하나에서 스페노수쿠스는 반경이 있는 손목의 뼈를 가지며 척골은 구조와 같이 길어지고 중산골의 뼈를 가진 것이 특징이다. 먹이로는 당대에 서식했던 물고기, 갑각류, 작은 동물, 작은 공룡을 주로 섭식했을 육식성의 악어로 추측된다.

## 생존시기와 서식지와 화석의 발견
스페노수쿠스가 생존하던 시기는 중생대의 쥐라기 초기이며 지금으로부터 2억년전~1억 8천만년전에 살았던 고대의 악어이다. 생존했던 시기에는 아프리카의 강 등에서 주로 서식했을 것으로 추정되는 악어이다. 화석의 발견은 1924년에 아프리카의 쥐라기에 형성된 지층에서 고생물학자들에 의해 최초로 발견이 되어 새로이 명명된 종이다.

## 같이 보기
- 악어
- 중생대
- 쥐라기
- 파충류
- 화석